# (9424) Hiroshinishiyama
(9424) Hiroshinishiyama  es un asteroide perteneciente al cinturón de asteroides, descubierto el 16 de enero de 1996 por Takao Kobayashi desde el Observatorio de Ōizumi, en Japón.

## Designación y nombre
Hiroshinishiyama se designó inicialmente como 1996 BN.
Más adelante, fue nombrado por Hiroshi Nishiyama (n. 1956) quien es un astrónomo aficionado que observa estrellas variables y realiza actividades de divulgación astronómica mediante grupos de observación de estrellas. Autor de Castillos en la prefectura de Ibaraki, tras analizar la historia local con amigos.

## Características orbitales
Hiroshinishiyama orbita a una distancia media del Sol de 2,395 ua, pudiendo acercarse hasta 1,977 ua y alejarse hasta 2,812 ua. Tiene una excentricidad de 0,174 y una inclinación orbital de 2,448° grados. Emplea en completar una órbita alrededor del Sol 1353,63 días.
Pertenece a la familia de asteroides de (20) Massalia.

## Características físicas
Su magnitud absoluta es 14,66. 